# Contea di Pipestone
La contea di Pipestone, in inglese Pipestone County, è una contea dello Stato del Minnesota, negli Stati Uniti. 
La popolazione al censimento del 2000 era di 9 895 abitanti. Il capoluogo di contea è Pipestone.